# Franciszka Ciemięgowa
Franciszka Ciemięgowa (ur. 1 października 1882 w Królewskiej Hucie, zm. 19 grudnia 1946 w Katowicach) – polska działaczka narodowa i oświatowa, jedna z bardziej aktywnych aktywistek ruchu kobiecego na Górnym Śląsku w okresie przedwojennym, założycielka kilku regionalnych Towarzystw Polek.

## Życiorys
Urodziła się 1 października 1882 roku w Królewskiej Hucie (późniejszy Chorzów) w rodzinie robotniczej Jesionków. Ukończyła tamtejszą szkołę powszechną, lecz mimo wrodzonych umiejętności nie miała żadnych możliwości dalszego kształcenia, dlatego się samokształciła głównie w oparciu o miejscowe polskie biblioteki, szczególnie bibliotekę Kółka Towarzyskiego.
Działalność społeczną prowadziła od 1898 roku. Była współzałożycielką Towarzystwa Kobiet w Bytomiu, powstałego 25 lutego 1900 roku i którego celem oficjalnym było „wzajemne kształcenie się i pouczanie się w sprawach gospodarstwa domowego, urządzanie czytelni, pomoc naukowa i dobroczynna”. Wkrótce cały zarząd towarzystwa został oskarżony, gdyż pruska policja odkryła, że na ich zebraniach wygłaszano wykłady z historii i literatury polskiej, odmawiano polskie wiersze i śpiewano polskie pieśni.
Po ślubie w 1900 roku wraz z mężem Henrykiem Ciemięgą osiadła w Załężu (późniejszej części Katowic), rozwijając tam działalność oświatową i organizacyjną. W 1903 roku była współzałożycielką, a później wieloletnią prezeską Czytelni dla Kobiet w Katowicach. Była także współzałożycielką Czytelni dla Kobiet w Załężu, powstałej w 1906 roku, która dała początek tamtejszemu polskiemu ruchowi kobiecemu i Towarzystwu Polek w Załężu.
W 1912 roku prowadziła się wraz z rodziną do Katowic, gdzie jej mąż objął stanowisko redaktora „Gazety Ludowej”. Ona sama dalej opiekowała się załęską czytelnią i była równocześnie czynna w organizacjach polskich w Katowicach. Na zebraniach wraz z mężem wygłaszała pogadanki, a ich dzieci wykonywały polskie pieśni patriotyczne. Część wykładów i wydarzeń patriotycznych urządzała natomiast potajemnie w mieszkaniach prywatnych. Za swoją działalność była prześladowana przez władze pruskie, które dokonywały w jej mieszkaniu rewizji, nakładały kary grzywny czy też wytaczały jej procesy sądowe.
Była jedną z głównych organizatorek wieców, które odbyły się na Górnym Śląsku przed wybuchem I wojny światowej. Pierwszy z nich miał miejsce w Zadolu (późniejszej części Katowic) i skupiał tysiące Polaków z Górnego Śląska. Odbywały się na nim przemówienia czołowych polskich działaczy i działaczek. Drugi wiec, będący ostatnią wielką przedwojenną inicjatywą polskiego ruchu kobiecego, odbył się w Bytomiu w maju 1914 roku. Miał on charakter patriotyczny, a za przemówienia, które na nim wygłaszała swoje przemowy, została później objęta dochodzeniem policyjnym.
W czasie I wojny światowej zajmowała się tajnym nauczaniem języka polskiego i propagowaniem czytelnictwa polskiego. 
W 1918 roku założyła w Załężu Towarzystwo Polek, kobiecą organizację chadecką, prowadzącą m.in. działalność dobroczynną i opiekuńczą. Przewodniczyła jej przez rok. Zakładała także Towarzystwa Polek w Brynowie, Załęskiej Hałdzie i Ligocie oraz była współzałożycielką towarzystwa w Piekarach.
W okresie kampanii plebiscytowej, z ramienia Polskiego Komisariatu Plebiscytowego uczestniczyła w kursie w Krakowie, natomiast podczas plebiscytu ramienia Sekcji Kobiecej Polskiego Komisariatu Plebiscytowego w Bytomiu wyjeżdżała jako referentka do różnych miejscowości Górnego Śląska. Wchodziła również w skład komitetu opieki nad polskimi emigrantami przebywającymi na Górnym Śląsku, a także wraz z rodziną prowadziła pomoc materialną na rzecz powstańców w czasie powstań śląskich.
Po przyłączeniu części Górnego Śląska do Polski, w 1922 roku była współzałożycielką Związku Towarzystw Polek w województwie śląskim i została członkinią jego zarządu głównego aż do swojej rezygnacji w 1927 roku. Poza tym pracowała m.in. w Polskim Czerwonym Krzyżu.
Kandydowała w wyborach do Sejmu Śląskiego III kadencji (1930–1935) z list Narodowego Chrześcijańskiego Bloku Gospodarczego.
Na początku II wojny światowej, po ataku Niemiec na Polskę we wrześniu 1939 roku, jako jedna z bardziej aktywnych działaczek polskich musiała opuścić Górny Śląsk. Udała się do Generalnego Gubernatorstwa, gdzie przeżyła wojnę. Po wojnie wróciła do Katowic. Tam też zmarła 19 grudnia 1946 roku.

## Życie prywatne
W 1900 roku poślubiła Henryka Ciemięgę (1878–1932), poetę ludowego, działacza społeczno-narodowego i kulturalnego na Górnym Śląsku. Miała dzieci.

## Ordery i odznaczenia
- Medal Niepodległości (1933)[12]